# Multiplex (кінотеатр, Харків)
Multiplex Dафі — перший кінотеатр мережі Multiplex у Харкові. Кінотеатр відчинився на місці зачиненого кінотеатру Kronverk Cinema Дафі 26 травня 2016 року.

## Історія
Відкриття кінотеатру 26 травня 2016 року.

## Опис
Знаходиться у торговельно-розважальному комплексі «Дафі». В кінотеатрі 7 окремих залів. Перша зала розрахована на 412 місць, друга і третя — на 275, четверта, п'ята та сьома — на 162, а шоста — на 142 місця. Загальна кількість місць у 7-ох залах становить 1 522.